# Cercle d'Agermanament Occitano-Català

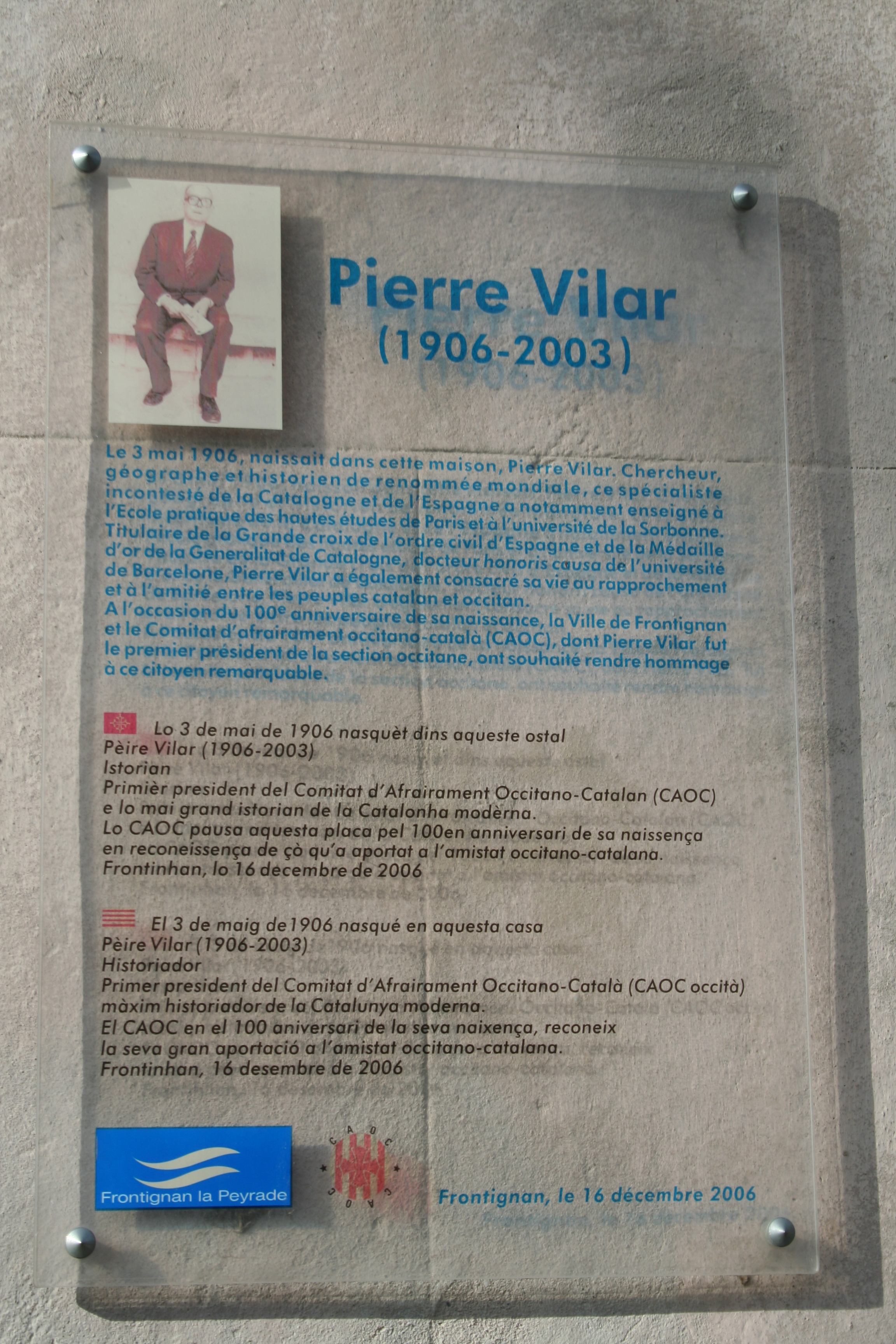
Pèire Vilar

El Cercle d'Agermanament Occitano-Català (Cercle d'Afrairament Occitanocatalan en occità) o CAOC és una associació que vol fomentar les relacions entre les cultures occitana i catalana.

## Història
L'entitat es va fundar formalment l'any 1978, com a continuador de la tasca iniciada per l'Oficina de Relacions Meridionals, creada el 1928 per Josep Carbonell i Gener i suprimida durant la dictadura franquista. Aquesta oficina, vinculada a la Generalitat de Catalunya, s'encarregava de mantenir els vincles culturals i lingüístics amb Occitània i de promoure-hi la cultura occitana. El CAOC es va crear amb la voluntat de reprendre aquest projecte de retrobament entre les cultures catalana i occitana, i de projectar-les mútuament en els seus respectius territoris.
L'impuls inicial per a la creació del CAOC va sorgir d'una iniciativa de Josep Maria Batista i Roca, amb la col·laboració d'Enric Garriga Trullols i Joan Amorós Pla. L'11 de juliol de 1977 es va decidir impulsar un nou agermanament catalano-occità. Una Crida Catalano-Occitana es va presentar a Vilanova i la Geltrú el 20 de novembre de 1977, en el marc del Congrés de Cultura Catalana, amb la presència destacada del mateix Josep Carbonell i Gener, que hi fou homenatjat.
La primera assemblea constituent del CAOC va tenir lloc als Edificis Trade de Barcelona el 21 de gener de 1978, presidida per Josep Maria Batista i Roca. L'11 de febrer del mateix any es va celebrar la primera reunió conjunta entre les seccions catalana i occitana a la Universitat de Perpinyà.
Els estatuts del CAOC, que delimitaven l'àmbit d'actuació a tots els territoris de llengua catalana i establien el català i l'occità com a úniques llengües de l'associació, foren aprovats a l'Estat espanyol el 19 de juny de 1979 i signats per Joan Amorós Pla, president aleshores de l'entitat.
El CAOC té actualment seu a Barcelona —tot i que abans també en tenia a Tolosa de Llenguadoc. De l'any acadèmic 2008–2009 ençà, amb el suport de la Direcció General de Política Lingüística de la Generalitat de Catalunya, organitza cursos d'occità (nivells A1, A2, B1, B2 i C1), així com tallers de conversa, fonètica, literatura i altres expressions de la llengua i la cultura occitanes.
Cada any organitzava esdeveniments conjunts com la convocatòria del Prèmi Rei En Pere i els Fuòcs de Sant Joan al Castell de Montsegur, amb el suport del Centre d'Estudis Catars de Renat Nelli, fundat el 1982. Avui dia, aquestes escaiences han deixat pas a altres manifestacions culturals més recents. Un dels esdeveniments més emblemàtics és l'aplec per la Pujada al Port de Salau, que se celebra des de fa més de vint-i-vuit anys cada any a Esterri d'Àneu per restablir els lligams històrics entre els dos territoris. A més a més, el CAOC convoca cada any el concurs de contes breus en occità «Enric Garriga Truyols» i el concurs d'assaig i articles en occità «D'aura en aura.
En el vessant institucional, la secció occitana va tenir inicialment com a president l'historiador Pèire Vilar, seguit per l'escriptor i activista Robèrt Lafont. El primer secretari en fou Pèire Lagarda. Dins la secció catalana, una figura clau ha estat Enric Garriga i Trullols, i dins la secció occitana, entre 2002 i 2018, el provençal Pèire Pessamessa.
D'ençà de 1978, el CAOC treballa per a fomentar la cultura catalano-occitana en un ampli espai geogràfic que s'estén dels Alps i el Massís Central fins a Guardamar, i de l'Atlàntic gascó fins al Piemont, Sardenya i Sicília. Malgrat les dificultats logístiques i la manca de prioritats polítiques en alguns períodes, ha mantingut una tasca constant de divulgació de la realitat occitana a Catalunya i del fet català a Occitània. Aquest treball ha estat considerat una part significativa de la projecció exterior de Catalunya, tant a nivell cultural com a nivell de promoció de la Carta europea de les llengües regionals o minoritàries.
El CAOC va ser reconegut com a Associació d'Interès Cultural per la Generalitat de Catalunya per primer cop el 23 d'octubre de 1997 i coma entitat de la societat civil que promou l'ús del català el 2003.

## Premis Rei En Pere
Els Premis Rei En Pere foren instituïts pel Cercle d'Agermanament Occitano-Català el 1978 a Montpeller.
Premiats
- 1979. Lliurat a Castelló de la Plana. Missió i Destí de Catalunya-Occitània d'Esteve Albert i Corp d'Andorra.[13]
- 1982. Lliurat a Perpinyà. La drilha d'Adelina Isac, de Sarlat (Occitània).
- 1985. Lliurat a Barcelona. Entendre Occitània de Josep Maria Serra i Estruch, de Barcelona.
- 1989. Lliurat a Barcelona. El roman de Blandín de Cornualla i Guillot Ardit de Miramar. Cap a una novel·la cavalleresca de Vicent Martínez i Pérez, del País Valencià.
- 1991. Lliurat a Banyoles. La correspondència entre Loís Alibert i Josep Carbonell i Gener de Manuel Alquezar i Montañés.[14]
- 1996. Lliurat a Mataró. Bona taula de Vicent Marquès, d'Aldaia (País Valencià)

## Presidents de la secció occitana
- De 1978 a 1981: Pèire Vilar, historiador llenguadocià.
- De 1981 a 1986: Robèrt Lafont, escriptor i erudit provençal.[15]
- De 2002 a 2018: Pèire Pessamessa, escriptor provençal.[16]

## Presidents de la secció catalana[calcitació]
- De 1978 a 1979: Josep Maria Batista i Roca
- De 1979 a 1982: Joan Amorós i Pla
- De 1982 a 1987: Joan Fuster[17]
- De 1987 a 2001: Joan Amorós i Pla[18]
- De 2001 a 2011: Enric Garriga i Trullols
- De 2012 a 2014: Núria Bayó i Mañosa
- De 2014 a 2019: Núria Ontiveros Briansó
- De 2019 a 2022: Núria Comas Fornaguera
- De 2022 a 2023: Francesc Sánchez Garcia
- De 2023 a 2024: Núria Comas Fornaguera
- De 2024-actualitat: Esther Lucea Teruel